# Акваријум Бока
Акваријум Бока, званичног назива Центар за очување морског биодиверзитета Акваријум Бока, први је и једини јавни акваријум у Црној Гори. Заузима површину од 300 квадратних метара и представља посебну организациону јединицу у оквиру Института за биологију мора у Котору. Налази се у которском насељу Доброта, на шеталишту Плагенти на самој обали мора. Смештен је у згради Института за биологију мора, установе која се од 1961. бави заштитом и изучавањем Јадранског мора. Сама зграда Института заштићена је као споменик културе, некадашња капетанска палата Радоничић.
Чине га две целине: јавни акваријум и спасилачки центар за дивљу флору и фауну мора. Акваријум је основан 2020, а званично отворен јуна 2021. године, у пробном периоду рада. У прва три месеца Акваријум је посетило више од 8.000 посетилаца.
Акваријум Бока јединствена је институција у Црној Гори, која обједињује истраживања и образовање за промовисање и практиковање ефикасног очувања морских дивљих животиња.

## Историја
Институт за биологију мора у Котору једина је институција на јужном Јадрану која се бави истраживањем, заштитом и очувањем морског биодиверзитета и водних сливова. Деведесетих година прошлог века формирана је специјализована лабораторија са инфраструктуром за узгој и проучавање биологије и екологије морских и слатководних организама, коју су чинили акваријуми, кружни базени, хладне собе и други садржаји. Међутим, овај део Института више није функционалан и његова употреба у истраживачке и јавне сврхе за сада није могућа.
Уз финансијску помоћ државе Норвешке 2017. године покренут је пројекат Marine Biodiversity Conservation Center Boka Aquarium – MonteAqua. Пројекат је реализован у периоду од 4. децембра 2017. до 1. јуна 2020. године. Пројекат је подржан од стране Министарства пољопривреде и руралног развоја Црне Горе.
Идејно решење Акваријума Бока урађено је као главни предуслов за успостављање Центра за очување морског биодиверзитета Акваријум Бока. Концепт дизајн радили су Владица Симић, Игор Мировић и Радоје Лаушевић.

## Организација
Центар за очување морског биодиверзитета Акваријум Бока чине две целине:
- јавни акваријум и
- спасилачки центар за дивљу флору и фауну мора.

Сам јавни акваријум има 18 танкова подељених у четири изложбене целине:
- Светско море и Медитеранско море
- Јадранско море и Јужни Јадран
- Бококоторски залив
- Тропска мора[1]

Све целине су међусобно повезане отвореним простором, а путања изложбе симболизује међусобне везе између мора, морске струје и вертикални профила мора – од обалног подручја до отвореног мора.
Као институција Центар за очување морског биодиверзитета Акваријум Бока делује у три правца:
- заштита угрожених врста, њихово очување у контролисаним условима и евентуална будућа репопулација,
- едукација најшире јавности,
- нови део туристичке понуде града Котора.[4]

## Врсте у акваријуму
Акваријум Бока насељен је са око 60 врста флоре и фауне. Међу врстама које се могу видети у Акваријуму су: морски коњићи, морске мачке, хоботнице, медузе, морске звезде, раже каменице, морски паук, мурина, велика крња, неке инвазивне врсте и многи други морски организми. На самом улазу налази се посебан splah tank, танк који имитира обалну зону плиме и осеке.
Врсте у Акваријуму настањене су из природе, јер је то далеко јефтинији начин набављања врста, али је одржавање ових организама веома тешко. У принципу, акваторијуми у свету већином функционишу тако што купују организме узгојене у акваријуму, које је много лакше одржати у затвореним условима. У Акваријуму Бока првенствено се настањују организми из дивљине које доносе бројни спортски и привредни рибари, или их током теренског рада прикупе сами научници и истраживачи Института. Постоје и посебне процедуре како ће неки од тих организама бити уловљен и сачуван, јер не може свака риба ухваћена на парангал или у мрежу да преживи физичке повреде које при том претрпи и да живот настави у акваријуму. Сви нови организми и јединке које из дивљине стигну у Акваријум Бока пре уношења у танкове морају да прођу посебан 15-дневни карантин у посебним базенима, у техничком делу зграде. Током тог периода они су под посебним надзором, првенствено да не би у акваријум пренели неке болести или паразите које можда носе са собом.
Као наредни корак у развоју Центра за очување морског биодиверзитета Акваријум Бока планира сд успостављање друге његове планиране јединице – центра за опоравак морских корњача, који ће осим базена за опоравак повређених корњача имати и ветеринара који ће лечити ове угрожене и заштићене животиње, јер оне често бивају повређене ударом брзих чамаца, заплитањем у рибарске мреже, гутањем удица са парангала или од све присутнијег пластичног отпада у мору.

## Значај
Јавни акваријум, као институција, доприноси изграђивању јавне свест о неопходности заштите морских врста и делује у циљу заштите врста и станишта Јадранског мора. Такође активно доприноси разним решењима за њихово очување и служи као узор. Успостављање Центра је посебно важно за успостављање ближе сарадње науке и привредних субјеката, посебно оних који се баве риболовом, аквакултуром, производњом рибе и морских плодова.
Спасилачки центар развија капацитете у Црној Гори за спашавање угрожених морских врста. Центар у целини јача улогу Црне Горе у погледу регионалне и међународне научне сарадње у области очувања биолошких ресурса водених екосистема.

### Туристички потенцијал
Акваријум Бока представља велики туристички потенцијал. Само током прва три месеца посетило га је више од 8.000 посетилаца, а до краја прве године око 10.000. Поставка је интересантна за све генерације. Прилика да се непосредно гледају рибе, ракови и други морски организми у амбијенту који је врло сличан њиховим природном станишту јединствено је искуство које посебно одушевљава децу.
Осим школске и деце предшколског узраста, који Акваријум посећују у организованим едукативним турама, чести посетиоци су и породице, којима ово представља идеалан и атрактиван излет. Поред упознавања са живим светом Јадранског мора, посетиоци имају прилику и да уживају у „пливању са делфинима“ помоћу виртуелних наочара, а на излазу се налази и сувенирница са играчкама у облику најатрактивнијих врста и другим занимљивим предметима са мотивима морске флоре и фауне.
У периоду од 24. до 29. априла 2024. године, поводом обележавања јубилеја 50 година од оснивања Универзитета Црне Горе, Институт за биологију мора омогућио је свим посетиоцима бесплатан улаз у Акваријум. За тих 6 дана Акваријум Бока посетило је више од 3.500. људи.